# Gilberto Echeverry
Gilberto Pedro Echeverry Paseyro ((Montevideo,  Uruguay, 31 de octubre de 1915-Montevideo, Uruguay, 9 de abril de 1986), fue un magistrado uruguayo, quien se desempeñó como miembro del Tribunal de lo Contencioso Administrativo entre 1972 y 1977.

## Primeros años
Nació en Montevideo el 31 de octubre de 1915, hijo de Gilberto Echeverry y de Sara Paseyro Horne.
Su apellido paterno aparece escrito a veces como Etcheverry en distintos documentos y fuentes.
Cursó estudios en la Facultad de Derecho de la Universidad de la República, donde obtuvo el título de abogado.

## Juez de Paz
En diciembre de 1940 inició su carrera judicial al ser nombrado Juez de Paz de la primera sección judicial de Rocha, con sede en Rocha.

## Fiscal
En abril de 1942 dejó el Poder Judicial e ingresó al Ministerio Público al ser designado Fiscal Letrado de Rivera.
En julio del mismo año fue trasladado a la Fiscalía Letrada de Cerro Largo.

## Juez Letrado en el interior
En junio de 1945 renunció a su cargo como Fiscaly retornó al Poder Judicial como Juez Letrado de Artigas.
En mayo de 1946 fue trasladado al Juzgado Letrado de Riveray en abril de 1949 al mismo cargo en Soriano.
Por último, en agosto de 1950 fue nombrado Juez Letrado de San José,su último cargo en el interior del país.

## Juez Letrado en la capital
En marzo de 1952 fue ascendido a cumplir funciones en Montevideo como Juez Letrado de Instrucción y Correccional de Cuarto Turno.
Posteriormente y en los años 60 se desempeñó como Juez Letrado en lo Civil de Séptimo Turno.

## Tribunal de Apelaciones
En noviembre de 1964 fue designado ministro del Tribunal de Apelaciones en lo Civil de Tercer Turno,el que integró por espacio de siete años.

## Tribunal de lo Contencioso Administrativo
Al quedar vacantes dos puestos en la Suprema Corte de Justicia y uno en el Tribunal de lo Contencioso Administrativo en febrero de 1972 por los ceses de Hamlet Reyes, Emilio Siemens Amaro y Juan Carlos Nario, y transcurridos noventa días de la misma sin efectuarse designación de reemplazantes por la Asamblea General, se tornó aplicable el artículo 236 de la nueva Constitución de 1967, que preveía por primera vez un mecanismo subsidiario de designación para los cargos vacantes en la Suprema Corte de Justicia y el TCA en función de la antigüedad en los Tribunales de Apelaciones. 
En aquel momento quien revestía dicha calidad era Rómulo Vago (ministro de Tribunal de Apelaciones desde 1962), y le seguían Alvaro Méndez Modernell y Echeverry, ambos con la misma antigüedad, pero contando el primero con más años como juez o fiscal, criterio recogido subsidiariamente por la Constitución para el caso de empate.
En definitiva Vago y Méndez Modernell ingresaron como ministros de la Suprema Corte de Justicia y Echeverry del TCA, prestando juramento ante la Asamblea General el 30 de mayo de 1972.
No ocupó la Presidencia del Tribunal, en el que permaneció durante cinco años.
El 1° de julio de 1977, en el marco de la dictadura cívico militar instaurada en 1973, el Poder Ejecutivo dictó el Decreto Constitucional-Acto Institucional número 8, por el que se modificaron las normas constitucionales referentes al Tribunal de lo Contencioso Administrativo, dejando de funcionar como un órgano independiente de los poderes del Estado y pasando a depender administrativamente del Poder Ejecutivo bajo la denominación de Justicia Administrativa.
Poco después, Echeverry presentó su renuncia, al igual que Arturo Figueredo, las que les fueron aceptadas a principios de agosto.Eran, a esa altura, los dos últimos integrantes del TCA en haber ingresado al mismo durante el período de vigencia del sistema democrático.
Las vacantes que dejaron, junto con la generada anteriormente por el cese de Horacio Hughes en mayo de 1977, fueron cubiertas en octubre del mismo año por el Consejo de la Nación con las designaciones de Ramiro López Rivas, César Canessa y Carlos Maestro Toletti.

## Vida personal. Fallecimiento
Contrajo matrimonio en 1941 con Alba Cuenca Risso,con quien tuvo varios hijos, Gilberto, Enrique, Alba Inés, Graciana y Martha Echeverry Cuenca.
Gilberto Echeverry falleció en Montevideo el 9 de abril de 1986, a los 70 años de edad.